# 12051 Піха
12051 Піха (12051 Pícha) — астероїд головного поясу, відкритий 2 травня 1997 року.
Тіссеранів параметр щодо Юпітера — 3,551.